# Jerzy Hryniewski

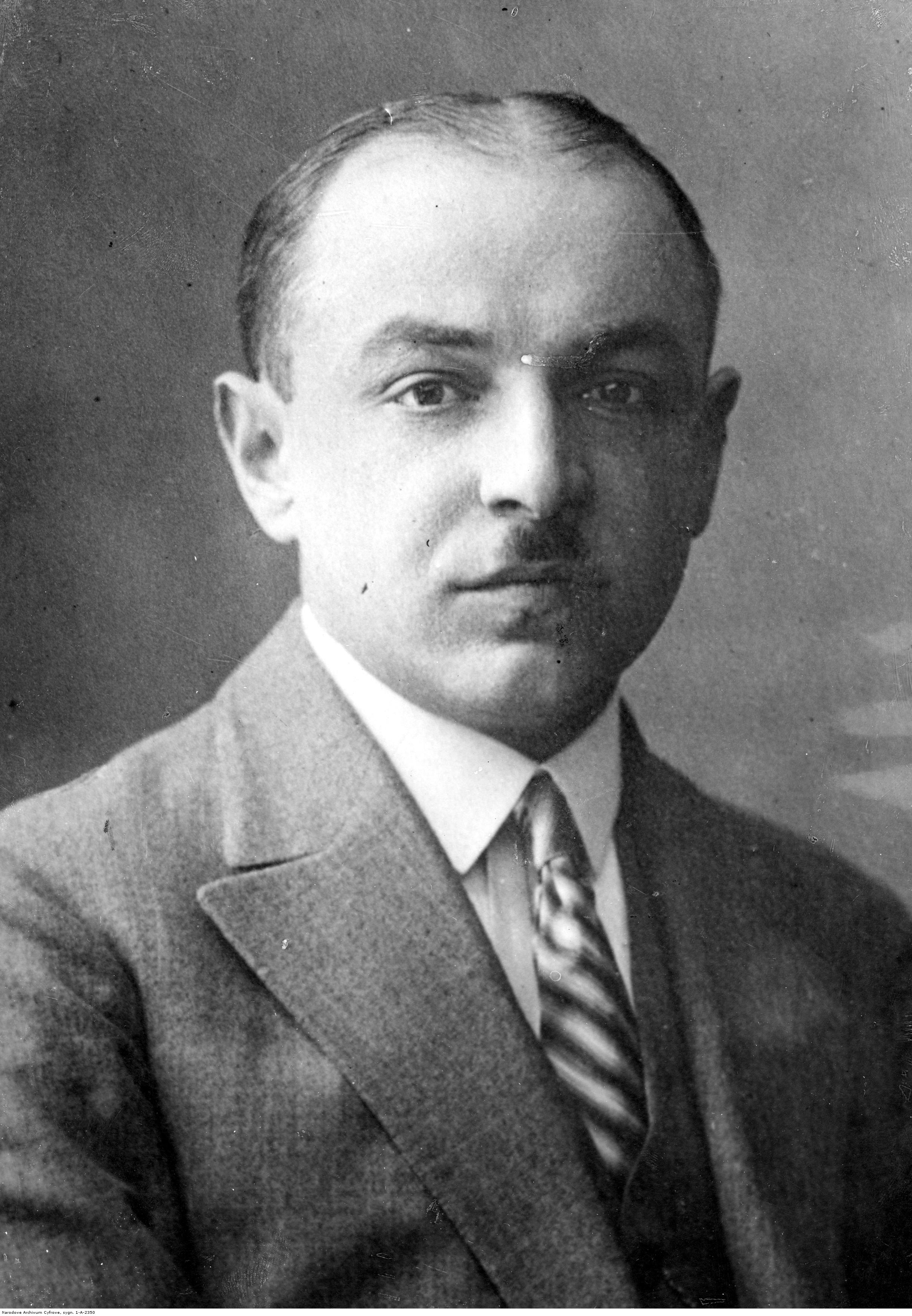
Jerzy Hryniewski

Jerzy Hryniewski (* 29. Dezember 1895 als Mikołaj Dolanowski; † 15. März 1978) war ein polnischer Politiker und 1954 zeitweiliger Ministerpräsident der Polnischen Exilregierung.

## Leben
Nach seinem Eintritt in die geheime Polnische Militärische Organisation (POW, polnisch Polska Organizacja Wojskowa) legte er seinen Geburtsnamen Mikołaj Dolanowski ab und nahm stattdessen den Namen Jerzy Hryniewski an. Als Mitglied der Organisation war er ein Vorkämpfer für die Unabhängigkeit Polens, die am 22. November 1918 erklärt wurde.
Nach der Unabhängigkeit trat er später dem Parteilosen Block der Regierungsunterstützer (Bezpartyjny Blok Współpracy z Rządem, BBWR) bei, der 1928 vom späteren Ministerpräsidenten Walery Sławek gegründet wurde, um das Sanacja-Regime von Marschall Józef Piłsudski zu unterstützen. Noch im Jahr der Gründung wurde er 1928 Sekretär der BBWR und übte dieses Amt bis 1932 aus.
1930 wurde er zum Abgeordneten des Parlaments, des Sejm, gewählt, wo er bis 1935 die Interessen des BBWR vertrat. 1932 wurde er von Ministerpräsident Aleksander Prystor zum Stellvertretenden Innenminister berufen. Dieses Amt übte er auch im nachfolgenden Kabinett von Janusz Jędrzejewicz bis 1934 aus.
Nach dem Überfall auf Polen und dem Beginn des Zweiten Weltkrieges am 1. September 1939 ging er dann ins Exil, wo er weiterhin politisch aktiv blieb.
Am 18. Januar 1954 wurde er von Exilpräsident August Zaleski als Nachfolger von Roman Odzierzyński zum Ministerpräsidenten der Polnischen Exilregierung in London ernannt. Dieses Amt übte er jedoch nur bis zum 8. Juni 1954 aus und wurde dann von Stanisław Mackiewicz abgelöst.